# Ava hurrikán (1973)
Az Ava hurrikán az egyik legerősebb trópusi ciklon volt, amelyet valaha rögzítettek a Csendes-óceán keleti részén. Ez volt az 1973-as csendes-óceáni hurrikánszezon első elnevezett vihara, így nyilván az első hurrikánja is. Június elején alakult ki, és a szezon legelső viharaként végül elérte az 5-ös kategóriába eső intenzitást a Saffir–Simpson-féle hurrikánskálán. Az első csendes-óceáni hurrikán volt júniusban, amely elérte az ötös erősséget, és a szezon legkorábban képződött vihara, amelynek neve A betűvel kezdődött, és meghaladta az 5-ös kategóriát. Központi légnyomása az akkori legintenzívebb csendes-óceáni hurrikánná tette az Avát. Az Ava hurrikán a tengeren maradt, sehová nem csapott le.

## Meteorológiai lefolyása

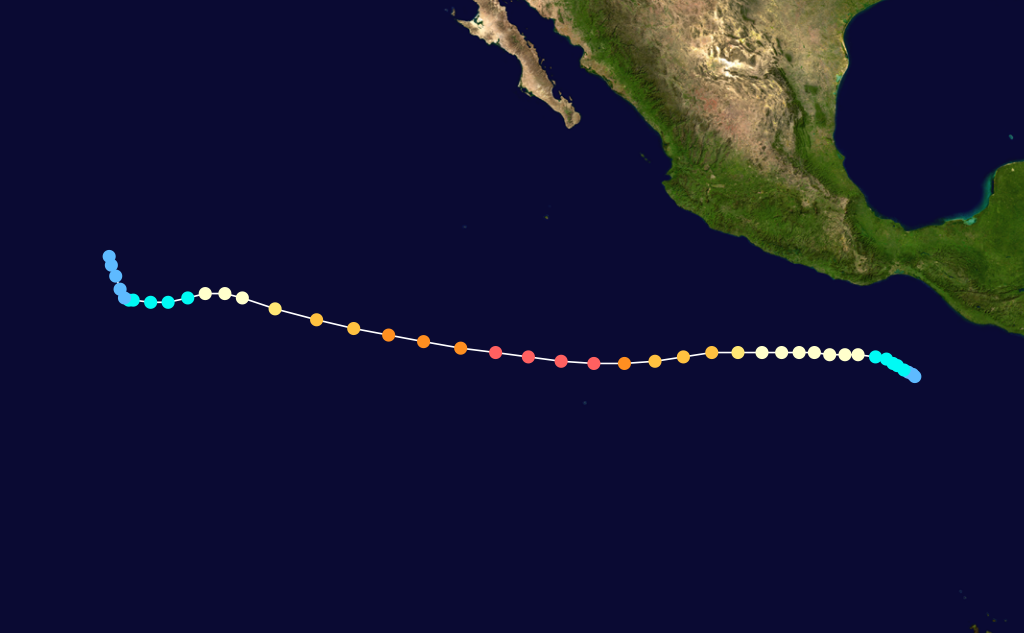
Az Ava útvonala

Június 1-jén egy alacsony légnyomású terület alakult ki Mexikótól nyugatra, ami gyorsan szerveződött. Június 2-án egy trópusi depresszió mintegy 400 km-re délre Salina Cruz városától (Oaxaca) alakult ki. Már majdnem úgy tűnt, hogy az is marad, és feloszlik. De később, ugyanazon a napon trópusi viharrá vált, amely az 1973-as csendes-óceáni hurrikánszakasz első viharaként az Ava nevet kapta, majd lassan nyugatra haladt Mexikótól, és június 5-ére szép lassan fejlődve jelentős ("major") hurrikánná vált. Másnap az Egyesült Államok légierője a vihar szeménél 240 km/h átlag szélsebességet és 915 mbar-os (27.02 inHg) centrális nyomást mértek. Ezzel az Ava hurrikán a szezon legintenzívebb viharává vált.
A csúcspontján a hurrikán átlagszele 260 km/h volt, az abszolút lökései pedig meghaladták a 300 km/h-t. Ezzel a széllel a Saffir–Simpson-féle hurrikánskála szerint az 5. kategóriába került, a lehető legmagasabb kategóriába, illetve ez volt az első 5-ös erősségű ciklon az 1959-es csendes-óceáni szezon óta. Az Ava hurrikán is volt, és a szélsebességek gyorsan növekedtek a szemükhöz közelebb, ahol mérték.
A csúcsa után a hurrikán június 7-én gyengült, miközben folytatta nyugati útját. A szél június 7-én 230 km/h volt átlagban, a következő napon 185 km/h volt. Nem sokkal később elvesztette  jelentős hurrikán státuszát, miután átlagszélsebessége június 9-én 169 km/h-ra esett. Ezek után még aznap trópusi viharra gyengült a ciklon. A trópusi vihar június 11-én trópusi depresszióvá degradálódott tovább. A rendszer északra fordult, de június 12-én végleg feloszlott. A maradványok trópusi hullámként beágyazódva Kalifornia felé vették az irányt.

## Károk, áldozatok, hatások, rekordok
A hurrikán a tengeren maradt, így kár nem keletkezett, és áldozatok sem voltak. Azonban amikor trópusi viharrá fokozták le, az Ava tartós szelet okozott a Joseph Lykes, Hoegh Trotter és Volnay nevű három hajó közelében (a Beaufort-skálán 8-as erősségűt). Ezenkívül az Ava felcsapta az óceán hullámait, ezzel veszélyes hullámokat okozva és erős sziklákat ide-oda csapkodva a dél-kaliforniai strandokon június 9-én és június 10-én, már csak maradványként. Ezek a hullámok 2,7 m-re csaptak fel a Newport Beachen, 1,8 m-re a Long Beachen, és 2,4 m magasra a Seal Beachen. Ezek a hullámok veszélyesebbé tették a strandokat, így a dél-kaliforniai strandok mentén az életmentők szokásos munkája két-háromszorosára nőtt. A Seal Beachen és a Newport Beachen az életmentők 35, illetve 75 mentést végeztek. A tengerparton egyéb károkról nem érkezett jelentés, de ha volt is, valószínűleg nagyon minimális.
Amikor aktív volt, az Ava hurrikán számos rekordot állított fel. Azóta már jó néhányat megdöntöttek, de Ava továbbra is tart párat. Ava 1973. június 6-án érte el az 5-ös erősséget. Az 1994-es Emilia pedig 1994. július 19-én, a két dátum között pedig egyetlen csendes-óceáni ciklon sem érte el az 5-ös kategóriát, miután Ava szétoszlott, és keletkezett Emilia. Amikor a Gilma hurrikán 1994. július 24-én elérte az 5-ös kategóriás erősséget, ez lett a legrövidebb idő a Csendes-óceánon két 5-ös erősségűvé fokozódó hurrikán között. Az Ava 24 órán keresztül maradt az 5-ös kategóriában, ami rekord abban az időben. A John hurrikán ezt megtörte az 1994-es szezonban, és a Linda, illetve az Ioke hurrikán is hosszabb ideig tartottak, Johnnal párhuzamosan. Ezenkívül Ava az Egyenlítőtől északra fekvő Nyugati-medencében a legerősebb júniusi trópusi ciklon volt.
Ava 915 mbar-os központi nyomásával a legintenzívebb csendes-óceáni hurrikánná nőtte ki magát akkoriban, azonban ezt az értéket meghaladta már Rick, Linda, Kenna és Patricia is. Linda és Rick nyomása kezdetben nem volt hivatalos, mert csak műholdról állapították/becsülték meg nyomásukat, így 2002-ig állt Ava csúcsa, mígnem Kenna megdöntötte, majd bebizonyosodott, hogy Rick és Linda is.

## Fordítás
Ez a szócikk részben vagy egészben  a   Hurricane Ava című angol Wikipédia-szócikk ezen változatának fordításán alapul.  Az eredeti cikk szerkesztőit annak laptörténete sorolja fel. Ez a jelzés csupán a megfogalmazás eredetét és a szerzői jogokat jelzi, nem szolgál a cikkben szereplő információk forrásmegjelöléseként.